# 4445 Jimstratton
4445 Jimstratton (1985 TC) là một tiểu hành tinh vành đai chính được phát hiện ngày 15 tháng 10 năm 1985 bởi Kenzo Suzuki và Takeshi Urata ở Toyota.